# Plusiodonta malagasy
Plusiodonta malagasy là một loài bướm đêm trong họ Noctuidae.